# Avril 1810

## Événements

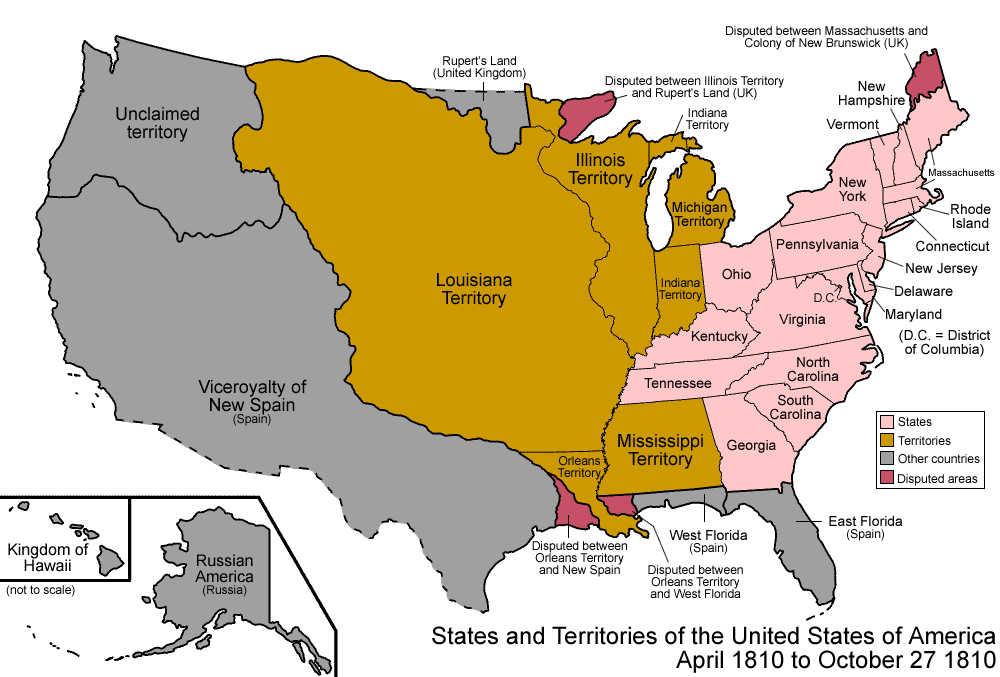
Avril 1810 - 27 octobre 1810

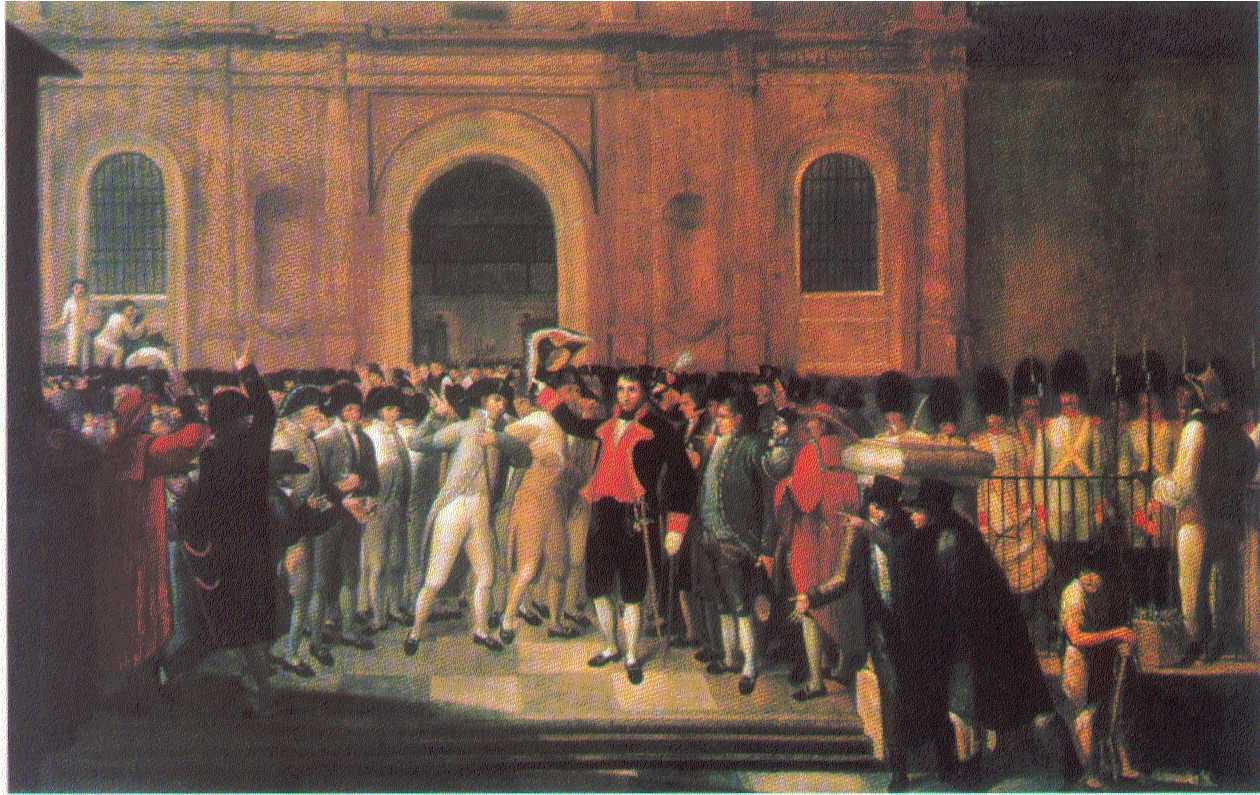
Révolution du 19 avril 1810 au Venezuela.

- États-Unis : l'archipel d'Hawaii est unifié et devient le Royaume d'Hawaii[1].

- 2 avril : mariage de Napoléon Bonaparte avec Marie-Louise d'Autriche, fille de l'empereur François Ier d'Autriche.
- 7 avril : émeutes à Londres lors de la tentative d’arrestation du leader radical Francis Burdett.
- 19 avril, Caracas : révolution du 19 avril 1810. Déposition du capitaine général Emparán qui est remplacé par une junte qui déclare vouloir garantir les droits de Ferdinand VII d'Espagne[2]. Début de la guerre d'indépendance du Venezuela. Barcelona (27 avril), Cumaná (30 avril), l'île de Margarita (4 mai), Barinas (5 mai), Guayana (11 mai) se rallient à l’appel à l’indépendance de Caracas en établissant des juntes territoriales[3].
- 25 avril : siège de Ciudad Rodrigo, qui capitule le 10 juillet[4].
- 28 avril, France : promulgation du Code pénal.

## Naissances
- 8 avril : Hégésippe Moreau, un écrivain, poète et journaliste français († 1838).
- 11 avril : Henry Rawlinson (mort en 1895), militaire, diplomate et orientaliste-assyriologue britannique.

## Décès
- 11 avril : Thomas Hornsby (né en 1733), astronome et mathématicien britannique.